# Ochotona pallasi
Ochotona pallasi este o specie de mamifere din familia iepurilor fluierători, Ochotonidae. Este găsită în China, Mongolia, Rusia și posibil Kazahstan. Uniunea Internațională pentru Conservarea Naturii a clasificat această specie ca fiind neamenințată cu dispariția.

## Taxonomie
Există 4 subspecii descrise ale speciei Ochotona pallasi: O. p. pallasi, O. p. hamica, O. p. pricei și O. p. sunidica.

## Descriere
Ochotona pallasi are o lungime a capului și a corpului de 16–22 cm și o masă de 174–254 g. Cea mai mare lungimea a craniului care este oarecum arcuit este de 4,2–5 cm. Blana de vară de pe partea dorsală este de culoare galbenă-nisipie sau maro-gălbenie nisipie, iar cea de pe partea ventrală este cenușie mată sau nuanțată cu gălbeniu. Blana de iarnă de pe partea dorsală este cenușie deschisă sau galbenă-cenușie și cea de pe partea ventrală albă-cenușie. Urechile au fiecare lungimea de 1,8–2,3 cm, iar labele picioarelor din spate au fiecare lungimea de 2,7–3,6 cm.

## Răspândire și habitat
Arealul speciei Ochotona pallasi cuprinde China, Mongolia, Rusia și posibil Kazahstan. Habitatul său este alcătuit din pajiști montane și din stepe deșertice. Densitatea unei populații poate ajunge la 100/ha.

## Comportament și ecologie
Ochotona pallasi trăiește relativ mult, putând ajunge la patru ani de viață. Locuiește în crăpături de printre stânci sau în vizuini cu multe intrări; numărul de intrări poate ajunge la 42. Construiește adunături mari de iarbă, iar dieta sa include vegetație. Vara târziu adună pietre pe care le folosește să își închidă intrările vizuinii înainte ca iarna să înceapă. Perioada de gestație durează 25 de zile. În timpul unui an, o femelă poate naște mai multe rânduri de pui, un rând de pui putând consta în 1–12 pui.

## Stare de conservare
Per total, Ochotona pallasi este o specie abundentă, iar populația sa este stabilă (ceea ce înseamnă că nu este în creștere sau în scădere). Totuși, este posibil ca unele subspecii să fie în scădere. Uniunea Internațională pentru Conservarea Naturii a clasificat această specie ca fiind neamenințată cu dispariția.